# Eine Billion Dollar (Roman)
Eine Billion Dollar ist ein 2001 erschienener Roman des deutschen Schriftstellers Andreas Eschbach. Die Kernhandlung beginnt im Jahr 1995 und verknüpft Fiktion mit Ereignissen und Personen der Weltgeschichte, wie beispielsweise der Asienkrise und dem Tod von Lady Diana. Eine realitätsnahe Parallelwelt entsteht.

## Handlung
Der mittellose Pizzabote John Salvatore Fontanelli aus New York wird von einem italienischen Anwalt zu einer Besprechung ins Hotel Waldorf Astoria gebeten. Er kann sich überhaupt nicht erklären, wie er zu der Ehre kommt. Ihm wird von den vier anwesenden Vertretern der altehrwürdigen Florentiner Anwaltskanzlei „Vacchi“ offenbart, dass er über eine Billion US-Dollar geerbt hat, weil er der jüngste männliche Nachfahre eines italienischen Kaufmannes ist, der vor einem halben Jahrtausend ein bescheidenes Vermögen auf einem Konto anlegte und dieses im Laufe der Zeit durch Zins und Zinseszins zu jener gewaltigen Summe angewachsen ist (vgl. Josephspfennig).
John Fontanelli ist mit einem Schlag der mit großem Abstand reichste Mensch der Erde und sein Privatvermögen ist größer als das Bruttoinlandsprodukt der meisten Länder. Doch sein Vorfahr hat ihm den testamentarischen Auftrag in Form einer Prophezeiung erteilt, mit Hilfe des Geldes der Menschheit die „verlorene Zukunft“ wiederzugeben.
Zunächst genießt er seinen neuen Reichtum, legt sich eine Villa und eine Yacht zu und versorgt seine Familie mit genügend Geld, damit sie nie mehr arbeiten muss. Der frühere Computerprogrammierer McCaine kontaktiert ihn. Er hat damals für die Vacchi das Computerprogramm geschaffen, mit dem die Millionen Konten überall auf der Welt überwacht werden, auf denen das Geld Fontanellis liegt. Damals hat er den Plan gefasst, selbst an der in einigen Jahren bevorstehenden Verwaltung des Geldes durch den Erben mitwirken zu wollen.
McCaine überzeugt Fontanelli davon, dass die Prophezeiung bedeute, dass er mit seinem Vermögen die Menschheit zwingen könne, sich nicht mehr selbst zu zerstören. Nur deshalb habe er das Geld bekommen.
Fontanelli und McCaine gründen eine Firma, um damit zu beginnen, andere strategisch wichtige Unternehmen aufzukaufen. Auftakt ist die feindliche Übernahme von ExxonMobil. Allerdings zeigt sich schnell, dass seine Macht durchaus Grenzen hat. Parallel dazu untersuchen Forscher in Fontanellis Auftrag, wie man die Menschheit beeinflussen müsste, um sie zu retten. Allerdings kommen die Wissenschaftler schließlich zu dem Ergebnis, dass es unmöglich sei, die Menschheit zu retten. McCaine hält diese Informationen geheim und zieht den Schluss, dass nur eine kleine Gruppe den Untergang überleben könne. Als Konsequenz zieht er Forscher von ihrer Forschung am HI-Virus ab, damit die „Unnützen“ sich durch diese Krankheit gegenseitig auslöschen.
Fontanelli wird in Mexiko-Stadt entführt, aber nach einiger Zeit unverletzt freigelassen. Inzwischen verdächtigt er McCaine, seine Entführung angeordnet zu haben. Das kann er zwar nicht beweisen, aber da McCaine über eine ihm gehörende Beratungsfirma Geld der Firma in Milliardenhöhe unterschlagen hat, entlässt er ihn fristlos. Zudem stellt sich noch heraus, dass eigentlich ein Anderer ausersehen war, das Fontanelli-Vermögen zu erben: ein Junge, der schon zu Schulzeiten daraufhin ausgebildet worden war und bereits Aufsätze zu Wirtschaftsthemen verfasst hatte. Er starb durch eine allergische Reaktion von der ebenfalls anzunehmen ist, dass McCaine diese herbeigeführt hat, weil er davon ausgehen musste, dass er diesen gut ausgebildeten Jungen nicht so leicht würde manipulieren können wie John.
Eine junge Forscherin findet heraus, dass Fontanellis Urahn, der vor 500 Jahren angeblich den Grundstein für das gewaltige Vermögen gelegt haben soll, in Wirklichkeit ein schlechter Geschäftsmann und kurz vor seinem Tode hochverschuldet war. Ein alter Brief, unterzeichnet mit „Jacopo“, einem Hinweis auf Jakob Fugger, deutet darauf hin, dass dieser für seinen unehelichen Sohn Fontanelli die Schulden beglichen und in dessen Namen das ursprüngliche Kapital mit den bekannten Bedingungen angelegt hatte.
John Fontanelli hat eine Idee. Mit dem Gedanken an die „Wir sind das Volk“-Rufe der Demonstrationen in der DDR will er dafür sorgen, dass die Menschen der Welt einen Repräsentanten wählen. Dieser soll den Willen der Menschheit auch gegenüber multinationalen Konzernen und Staaten durchsetzen. Fontanelli gründet eine Stiftung, die die globale Wahl eines „Weltsprechers“ organisieren soll. Aussichtsreicher Kandidat ist Nelson Mandela. 
McCaine, inzwischen Chef eines Tabakkonzerns, agitiert gegen die Wahl, genauso wie etliche Regierungen und Firmen weltweit.
Kurz vor der bevorstehenden Wahl wird Fontanelli von einem früheren Freund, der auf Abwege geraten ist und von einer im Hintergrund bleibenden Gruppierung beeinflusst wurde, angeschossen und schwer verletzt. Im Augenblick seines Todes im Krankenhaus erkennt Fontanelli, dass gerade durch seinen Tod die Menschheit gezwungen ist, die globale Wahl ernst zu nehmen, um den „Weltsprecher“ mit ausreichender Legitimation auszustatten, mit der er der Macht seiner Gegenspieler um McCaine widerstehen kann. Ansonsten würde nämlich Fontanellis gesamtes Vermögen einem früheren Testament zufolge an McCaine fallen. Auf diese Weise wird sein großer Fehler – nämlich McCaine blind vertraut und danach auch noch das in den Zeiten erfolgreicher Zusammenarbeit abgefasste Testament vergessen zu haben – zum eigentlichen Motor, durch den die 500 Jahre alte Prophezeiung doch noch erfüllt werden kann. Hier endet der Roman jedoch abrupt. Wie genau die Menschheit ihre verlorene Zukunft wiedergewinnen soll, das zu überlegen bleibt dem Leser überlassen.

## Personen

### John Salvatore Fontanelli
John Salvatore Fontanelli ist der Erbe des „Fontanelli-Vermögens“. Bevor er das Vermögen erbt, ist er Pizzabote in New York. Er gründet „Fontanelli Enterprises“ mit Malcolm McCaine als Geschäftsführer. Mit Hilfe von „Fontanelli Enterprises“ möchte er die Welt verbessern.

### Malcolm McCaine
Malcolm McCaine ist der Geschäftsführer von „Fontanelli Enterprises“. Er erhält ein Jahresgehalt von 100 Millionen Dollar. McCaine wird aufgrund einer unerlaubten Geldüberweisung von einer Milliarde Dollar an eine Beratungsfirma, die sich in seinem Besitz befindet, entlassen. Nach der Entlassung ist er für die Konkurrenten Fontanellis tätig.

### Ursula Valen
Ursula Valen ist eine Geschichtsstudentin aus Leipzig. Im Nebenberuf ist sie als Journalistin tätig und forscht in diesem Zusammenhang im Archiv der Familie Vacchi über die Geschichte des Fontanelli-Erbes. Eine spätere gemeinsame Reise in die Leipziger Nikolaikirche wird für John Salvatore Fontanelli zum Schlüsselerlebnis.

### Cristoforo Vacchi
Cristoforo Vacchi ist Anwalt und der erste Padrone (Familienoberhaupt der Familie Vacchi), der in der Handlung vorkommt, und derjenige, der Fontanelli die Summe seines Vermögens nennt. Er stirbt im Laufe der Handlung.

## Wissenswertes
- Die Seitenzahlen der Taschenbuchausgabe sind in Milliarden Dollar angegeben. Auf manchen Seiten stehen Bedeutungen der Beträge (beispielsweise auf Seite „1.000.000.000 $“: Jährliche Schäden, die der Maiswurzelbohrer (Diabrotica virgifera) im Maisanbau der USA verursacht.)

## Ausgaben
- 2001 Erstausgabe als Hardcover bei Lübbe, ISBN 3-7857-2049-1
- 2004 Taschenbuchausgabe bei Bastei Lübbe, ISBN 3-404-15040-6
- 2019 Taschenbuchausgabe bei Bastei Lübbe, ISBN 978-3-431-04128-6

## Übersetzungen
- Englisch: One Trillion Dollars, übertragen von Frank Keith ISBN 978-3-8387-5312-6
- Türkisch: Bir Trilyon Dolar, ISBN 975-308-380-7 („Trilyon“ wegen der Abweichung der Zahlensysteme; siehe Billion)
- Russisch: Один триллион долларов, 2005. ISBN 5-8159-0572-0
- Polnisch: Bilion dolarów, übertragen von Joanna Filipek. (Solaris, Stawiguda) ISBN 83-89951-11-8
- Niederländisch: De erfenis van Fontanelli, übertragen von Jolanda te Lindert. (Karakter Uitgevers) ISBN 90-611-2014-4

## Hörspiel
- Eine Billion Dollar, eine Produktion des SWR unter der Regie von Leonhard Koppelmann. Musik: Henrik Albrecht, mit Andreas Pietschmann (John Fontanelli und Erzähler) und Felix von Manteuffel (McCaine). Spieldauer 243 Minuten in 35 Tracks auf 4 CDs (ISBN 3-7857-1316-9) oder 4 MCs (ISBN 3-7857-1315-0). 2008 unter der ISBN 978-3-404-77318-3 von Bastei Lübbe neu herausgegeben.

Im Hörspiel kommen einige Schlüsselereignisse nicht vor. Johns Erkenntnis, dass Geld nicht arbeitet, wird nur kurz erwähnt; es kommt nicht zum Besuch in einem verarmten philippinischen Fischerdorf. Lorenzos Entdeckung der Vervielfachung des Vermögens durch die Gründung einer Bank wird komplett ausgelassen.

## Hörbuch
2009 erschien bei der Deutschen Zentralbücherei für Blinde zu Leipzig eine ungekürzte Ausgabe als Hörbuch. Laufzeit 28 Std. 53 Min auf 2 CDs. AG-ID: 1-0052253-3-8

## Verfilmung
Für Ende 2023 kündigte der Streamingdienst Paramount+ an, das Buch als sechsteilige Miniserie zu veröffentlichen. Die Dreharbeiten zu Eine Billion Dollar begannen im Herbst 2022 in Italien und endeten im März 2023 in Berlin. Am 21. Oktober 2023 wurde die Serie am Film Festival Cologne vorgestellt.